# José Antonio Pavón

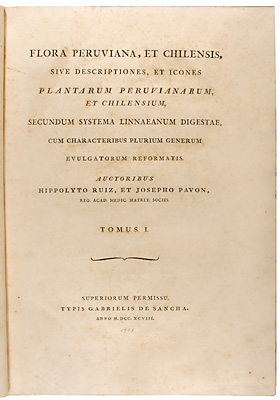
Flora Peruviana, et Chilensis

José Antonio Pavón (Casatejada, 1754 – Madrid, 1840) è stato un botanico spagnolo.